# ناحیه پیچ اورچرد، شهرستان فورد، ایلینوی
ناحیه پیچ اورچرد (به انگلیسی: Peach Orchard Township) یک منطقهٔ مسکونی در ایالات متحده آمریکا است که در شهرستان فورد، ایلینوی واقع شده‌است. ناحیه پیچ اورچرد ۲۲۹ متر بالاتر از سطح دریا واقع شده‌است.